# Premis Fundació Princesa de Girona
La FPdGi convoca anualment els Premis Fundació Princesa de Girona amb la voluntat de promoure i fomentar la iniciativa i l'esforç, la recerca científica i la creativitat artística, la solidaritat i el desenvolupament del talent de joves emprenedors i innovadors que demostren inquietud per construir un món més just en un entorn globalitzat i que tenen la capacitat d'assumir riscos i la motivació necessàries per induir canvis en la societat.

## Categories

### Premi FPdGi Social
Aquest guardó vol distingir joves emprenedors socials amb projectes que fomentin la integració de grups marginats o en risc d'exclusió.

### Premi FPdGi Recerca Científica
El propòsit d'aquest guardó és premiar joves científics (inclosos els que treballin en el camp de les ciències humanes i socials) amb experiències o projectes de recerca que destaquin en la seva disciplina, que siguin emprenedors i innovadors i que ofereixin un potencial elevat de desenvolupament futur.

### Premi FPdGi Arts i Lletres
Aquest premi vol distingir joves amb un talent i una obra prometedors en qualsevol disciplina de les arts i les lletres i que serveixin d'exemple i inspiració per a altres joves.

### Premi FPdGi Empresa
L'objectiu d'aquest guardó és premiar joves amb iniciativa emprenedora en l'execució d'un projecte d'empresa original i viable.

### Premi FPdGi Internacional
Aquest premi vol reconèixer la trajectòria professional de joves de qualsevol part del món que destaquen pel seu treball, els seus mèrits i la seva exemplaritat. A diferència de la resta de categories dels Premis FPdGi, el Premi Internacional s'atorgarà per nominació.

## Edició 2021
Els guanyadors dels Premis FPdGi 2021 són:
- Premi FPdGi Social 2021: Ousman Umar, per la seva tasca en la «construcció d'un projecte transformador que uneix educació, tecnologia i aliances aportant solucions al fenomen migratori».
- Premi FPdGi Recerca Científica 2021: César de la Fuente Núñez, pel seu lideratge i excel·lent trajectòria científica en el camp de la biologia computacional que uneix una productivitat científica extraordinària amb una capacitat de transferència de la tecnologia desenvolupada.
- Premi FPdGi Arts i Lletres 2021: María Sánchez Rodríguez, per «la seva tasca com a poeta, escriptora i activista en defensa de la cultura rural, i especialment del paper oblidat de les dones al camp».
- Premi FPdGi Empresa 2021: Lucía Goy Mastromiechele per a seva brillant trajectòria acadèmica seguida d’un desenvolupament professional sòlid que ha cristal·litzat en un projecte empresarial d'alt potencial: el despatx Goy Gentile Abogados.
- Premi FPdGi Internacional 2021: Juan David Aristizábal per «la seva tasca de suport als joves d'Amèrica Llatina a través de la formació, l'educació, la tecnologia i l'esperit emprenedor»

## Edició 2020
Els guanyadors dels Premis FPdGi 2020 són:
- Premi FPdGi Social 2020: Guillermo Martínez, per tenir «una trajectòria inspiradora i apropar la revolucionària tecnologia 3D a persones vulnerables».
- Premi FPdGi Recerca Científica 2020: Rubén Darío Costa Riquelme, «per l'originalitat de les seves investigacions en el camp dels LED amb components biològics a fi de reduir l'impacte mediambiental».
- Premi FPdGi Arts i Lletres 2020: Guillermo García López, «per la seva versatilitat com a realitzador, creador i director de cinema amb una marcada vocació social i humanitària, multinacional i global»,
- Premi FPdGi Empresa 2020: Pepita Marín Rey-Stolle per «saber unir tradició i modernitat, reconvertint la tradició ancestral de fer mitja en un hobby modern» a través de la seva empresa We Are Knitters (WAK)
- Premi FPdGi Internacional 2020: Boyan Slat per impulsar solucions tecnològiques per netejar de plàstic els oceans i rius del món a través de la fundació The Ocean CleanUp.

## Edició 2019
Els guanyadors dels Premis FPdGi 2019 són:
- Premi FPdGi Social 2019: Begoña Arana Álvarez, pel «seu compromís social des de molt jove, complementat amb un procés formatiu que li ha donat eines per millorar la realitat que l'envolta».
- Premi FPdGi Recerca Científica 2019: Xavier Ros-Oton, per ser un dels matemàtics més brillants i amb més impacte a escala mundial en la seva franja d'edat.
- Premi FPdGi Arts i Lletres 2019: Rafel Rodríguez Villalobos, per «la seva capacitat per crear universos d'un profund atractiu plàstic i la seva visió de l'òpera com una eina de construcció social».
- Premi FPdGi Empresa 2019: Ignacio Herández Medrano, per haver «democratitzat l'accés a la informació medicocientífica de milions de pacients a través de la intel·ligència artificial».
- Premi FPdGi Internacional 2019: Maria Jammal, «pel seu excel·lent treball com a cofundadora i directora executiva d'una organització -Humanity Crew- que destaca i crea solucions per als problemes de salut mental que pateixen els refugiats».

## Edició 2018
Els guanyadors dels Premis FPdGi 2018 són:
- Premi FPdGi Social 2018: Arancha Martínez Fernández, pel seu compromís social, que l'ha portat a impulsar el projecte It Will Be, una ONG tipus start-up que treballa en models més col·laboratius i solidaris per al sector social i l'àmbit de la cooperació.
- Premi FPdGi Recerca Científica 2018: Guillermo Mínguez Espallargas, pel seu treball en el disseny de tamisos moleculars híbrids que permeten la síntesi de materials nanoestructurats a la carta i María Escudero Escribano, per la seva tasca en el desenvolupament de catalitzadors electroquímics basats en nanopartícules metàl·liques amb la finalitat de substituir metalls nobles per reduir els costos i augmentar l'eficiència en processos d'obtenció d'energia neta.
- Premi FPdGi Arts i Lletres 2018: Pablo Ferrández Castro, per un talent excepcional i una projecció internacional important. Ferrández és una referència del violoncel i Soleá Morente Carbonell, per tractar-se d'una artista completament genuïna que ha sabut extreure el millor de la tradició flamenca per fusionar-la amb altres gèneres com el pop i el rock.
- Premi FPdGi Empresa 2018: José Miguel Bermúdez Miquel, per la seva trajectòria empresarial i de recerca, que actualment se centra a desenvolupar un revolucionari sistema de propulsió per al transport marítim usant el vent.
- Premi FPdGi Entitat Internacional 2018: Article 1, per la seva lluita a favor de l'ocupabilitat dels joves amb independència del seu origen social, econòmic o cultural.

## Edició 2017
Els guanyadors dels Premis FPdGi 2017 són:
- Premi FPdGi Social 2017: Míriam Reyes Oliva, per la seva trajectòria personal enfocada a la solidaritat i a l'impacte social buscant la igualtat d'oportunitats i la recerca de solucions en un àmbit complex com l'autisme.
- Premi FPdGi Recerca Científica 2017: Héctor Gómez Díaz, per la seva aportació en el desenvolupament de models matemàtics i algorismes per a la simulació numèrica en enginyeria computacional, amb aplicacions per a la predicció del creixement del càncer de pròstata de forma personalitzada.
- Premi FPdGi Arts i Lletres 2017: Juan Zamora González, per la seva aposta estètica que té, en la intervenció social, un dels seus valors més estimables. Donada la seva elecció de materials primaris, crea una polifonia de significats que no se cenyeix a una sola cultura.
- Premi FPdGi Empresa 2017: Damià Tormo Carulla, per saber combinar una brillant trajectòria científica amb la d'emprenedor i inversor capaç de connectar, a Espanya, el món de la recerca amb la iniciativa empresarial d'èxit.
- Premi FPdGi Entitat Internacional 2017: Teach a Man to Fish, per la seva capacitat de crear un projecte educatiu innovador i escalable capaç de trencar el cercle de la pobresa a través del foment de l'emprenedoria i l'autonomia personal dels joves de diferents edats de centres educatius de països en vies de desenvolupament.

## Edició 2016
Els guanyadors dels Premis FPdGi 2016 són:
- [1] Premi FPdGi Social 2016[1]: Luz Rello Sánchez, per haver desenvolupat un model sostenible i replicable que utilitza la tecnologia per afrontar el repte social de la dislèxia, al servei del bé comú i amb un alt efecte multiplicador.
- [2] Premi FPdGi Recerca Científica 2016[2]: Sílvia Osuna Oliveras, per obrir una nova via a l'abaratiment de fàrmacs mitjançant la química computacional.
- [3] Premi FPdGi Arts i Lletres 2016[3]: Andrés Salado Egea, per la qualitat tècnica i musical d'aquest percussionista i director, així com les seves iniciatives per apropar la música a públics molt diferents i per la seva projecció internacional. I a Elena Medel Navarro, per la seva precoç i brillant trajectòria com a poeta, que imprimeix transcendència a una quotidianitat compartida amb la seva generació.
- [4] Premi FPdGi Empresa 2016[4]: Sergio Álvarez Leiva, per la seva capacitat de materialitzar la representació de dades utilitzant la cartografia.
- [5] Premi FPdGi Entitat 2016[5]: Fundación Tomillo, pel seu caràcter innovador en l'entorn col·laboratiu i per la seva llarga trajectòria en l'abordatge de la inclusió, des de les fases més inicials de la integració laboral, fins a l'emprenedoria.

## Edició 2015
Els guanyadors dels Premis FPdGi 2015 són:
- [6] Premi FPdGi Social 2015[6]: Héctor Colunga Cabaleiro, per una trajectòria d'emprenedoria continuada, coherent i compromesa.
- [7] Premi FPdGi Recerca Científica 2015[7]: Samuel Sánchez Ordóñez, per una trajectòria científica i internacional que reflecteix el seu lideratge en el camp de la nanotecnologia.
- [8] Premi FPdGi Arts i Lletres 2015[8]: Olga Felip Ordis, per haver sabut combinar la creació de noves formes amb el respecte amb l'entorn, així com el seu treball sobri, elegant, càlid i lluminós, que aconsegueix un efecte harmònic en l'usuari, l'espectador i el paisatge.
- [9] Premi FPdGi Entitat 2015[9]: Fundación Secretariado Gitano, per la seva tasca a favor de la inclusió social i la igualtat d'oportunitats de la comunitat gitana.

## Edició 2014
Els guanyadors dels Premis FPdGi 2014 són:
- [10] Premi FPdGi Social 2014[10]: Mohamed El Amrani per la seva personalitat exemplar, la seva actitud de comunicació positiva, el seu caràcter integrador, el seu treball de base comunitària i la seva capacitat de trobar petites solucions a grans problemes.
- [11] Premi FPdGi Recerca Científica 2014[11]: Alberto Enciso Carrasco, per les seves recerques per al desenvolupament de noves tècniques per a l'anàlisi d'equacions diferencials d'ús en física i d'aplicabilitat directa en múltiples camps de la ciència i de la tecnologia. I a Rui Miguel Dos Santos Benedito, per la seva excel·lent recerca en el camp de la biologia vascular, tan rellevant en diversos àmbits de la salut com són el càncer i les malalties cardiovasculars, i per la seva capacitat de lideratge.
- [12] Premi FPdGi Arts i Lletres 2014[12]: Hugo Fontela (artista plàstic), per haver desenvolupat una pintura reflexiva, essencial i compromesa amb la defensa de la natura, que sorprèn per la seva maduresa i intensitat.
- [13] Premi FPdGi Empresa 2014[13]: Ignasi Belda, per ser un jove emprenedor, de sòlida preparació acadèmica, que està iniciant la seva trajectòria professional en l'àmbit biosanitari i tecnològic amb gran esforç, perseverança i capacitat innovadora i per la seva clara vocació internacional que és reflex viu de la realitat dels emprenedors en una societat global.
- [14] Premi FPdGi Entitat 2014[14]: Valnalón, per la seva trajectòria com a organització que treballa a favor dels joves.

## Edició 2013
Els guanyadors dels Premis FPdGi 2013 són:
- Premi FPdGi Social 2013: Felipe Campos Rubio, de l'Associació Educativa Ítaca, pel seu compromís personal en l'àmbit social arrelat al territori i al llarg del temps, per la seva capacitat de lideratge, per la seva actitud exemplar i per la seva lluita per la igualtat d'oportunitats dels col·lectius més desfavorits.
- [15] Premi FPdGi Recerca Científica 2013[15]: Oriol Mitjà Villar, per la seva dedicació exemplar en el camp del tractament de malalties infecciones endèmiques en països en desenvolupament i pel gran impacte internacional del seu treball orientat a erradicar la malaltia de Pian del planeta.
- [16] Premi FPdGi Arts i Lletres 2013[16]: Auxiliadora Toledano Redondo, per ser una artista singular amb capacitat d'entrar a la història de la lírica gràcies el seu talent musical i escènic.
- Premi FPdGi Empresa 2013: Catalina Hoffmann Muñoz-Seca, de Vitalia, per ser una jove empresària que ha aplicat innovació en un sector tradicional, aconseguint un gran impacte social en la millora de la qualitat de vida de la tercera edat. El creixement del negoci a nivell nacional i internacional no ha estat obstacle per a desenvolupar el seu compromís amb els valors humans que promou.
- Premi FPdGi Entitat 2013: Fundació Novia Salcedo, pels extraordinaris resultats en l'acompanyament i la integració laboral de joves, amb programes concrets i ben definits que cobreixen un abast molt ampli d'actuacions, la seva taxa d'èxit en el crític context actual és un referent d'excel·lència en el sector.

## Edició 2012
Els guanyadors dels Premis FPdGi 2012 són:
- [17] Premi FPdGi Social 2012[17]: Edgar Vinyals, de l'Associació d'Oci Inclusiu “Saräu”, per la seva capacitat de superació personal i de promoure un projecte responsable amb persones amb malaltia mental.
- Premi FPdGi Recerca Científica 2012: Guadalupe Sabio, per la seva excel·lència científica i lideratge internacional, així com l'interès social de la seva línia d'investigació i el caràcter interdisciplinari del seu treball.
- [18] Premi FPdGi Arts i Lletres 2012[18]: Leticia Moreno, violinista, per la seva precisió tècnica, força escènica i el seu futur com artista, i fins i tot decideix apadrinar la seva carrera.
- Premi FPdGi Empresa 2012: Javier Agüera, de Geeksphone, per la representació clara dels tres valors que volen remarcar els premis, que són la joventut, la innovació i el lideratge empresarial, també internacionalment.
- Premi FPdGi Entitat 2012: Fundació Privada Marianao, per l'àmplia trajectòria i arrelament en la seva àrea d'actuació, pel seu treball integral amb joves amb especial incidència en col·lectius desfavorits i per enfortir la inclusió socio-laboral i desenvolupar la seva feina amb un enfocament clarament comunitari.

## Edició 2011
Els guanyadors dels Premis FPdGi 2011 són:
- Premi FPdGi Social 2011: Pere Barri, pel seu compromís social en una iniciativa mèdica pionera a Espanya.
- Premi FPdGi Arts i Lletres 2011: Borja Bagunyà, pel seu talent en la creació literària.
- Premi FPdGi Empresa 2011: Marc Bonavia, de SITMobile, per ser un exemple d'iniciativa empresarial.
- Premi FPdGi Entitat 2011: Fundación Balia, per la seva aposta a favor de la inclusió social de nens i joves en risc d'exclusió social.

## Edició 2010
Els guanyadors dels Premis FPdGi 2010 són:
- Premi FPdGi Social 2010:[19] Ruth Ruiz, per la seva participació en el Projecte Discoteca Ludalia
- Premi FPdGi Recerca Científica 2010: Oscar Fernández-Capetillo, per la seva contribució a la investigació en el camp de l'oncologia, i Borja Ibáñez, per la seva contribució en el camp de la cardiologia (ex aequo).
- Premi FPdGi Arts i Lletres 2010: Alba Ventura, per la seva capacitat, precocitat i sensibilitat en la interpretació al piano.
- Premi FPdGi Empresa 2010: Pau Garcia-Milà, per la creació de l'empresa eyeOS.
- Premi FPdGi Entitat 2010: Fundació Èxit, per la seva tasca a favor de la inserció i formació de joves en risc d'exclusió social.